# ERT News
ERT News es un canal de televisión público de Grecia, perteneciente a ERT. Se trata de un canal informativo.

## Historia
La dirección de ERT planeó el establecimiento de un canal de noticias para otoño de 2022. Sin embargo, la invasión rusa a Ucrania obligó a su puesta en marcha inmediata, aunque en una fase temprana. El canal inició emisiones el 3 de marzo de 2022, en la frecuencia desde la que ERT retransmitía hasta entonces la emisión en inglés de Deutsche Welle. El deseo de ERT de consolidar el canal en el panorama televisivo se conoció posteriormente.
El canal continuó transmitiendo en etapa piloto hasta el 5 de septiembre, cuando comenzó a transmitir su propia programación.
Desde el 24 de mayo de 2023, ERT News emite en HD.

## Programación
El canal emite principalmente programas informativos, boletines informativos y programas de noticias. Una parte de la programación se complementa con contenido de Euronews y vídeos cortos del extranjero, mientras que de 00:30 a 05:30 se emite una repetición de los programas del día junto con noticias breves durante toda la hora. Euronews suministra programas al canal a partir de junio de 2022 en virtud de un contrato de un año.
El canal también se hizo cargo de todos los boletines informativos de ERT, con la excepción de los boletines informativos regionales que también son producidos y transmitidos por ERT3.